# ジョン・ビグスビー
ジョン・ジェレミア・ビグスビー（John Jeremiah Bigsby、1792年8月14日 - 1881年2月10日）は、イギリスの医師、地質学者である。

## 生涯
ノッティンガムに生まれた。エディンバラ大学で学び、軍医となり、1817年には南アフリカの喜望峰に赴任した。その後カナダに赴任し、地質学に興味を持ち、1819年、オンタリオ州のイギリスの植民地、アッパー・カナダの地質についての報告を依頼された。1822年に国境画定委員会 (Boundary Commission) のイギリス事務局および医療スタッフに任命され、数年間多くの重要な地質調査を行い、American Journal of Science などの学術誌に論文を発表した。後にこの時の旅行記は1850年に『靴とカヌー』(Shoe and Canoe) として発表された。
1827年にイギリスに戻り、1846年にロンドンに移るまで、Newark-on-Trent で内科医院を営んだ。ロンドンでは、1823年に会員に選ばれていたロンドン地質学会での活動に熱心に取り組み、1869年に王立協会フェローに選出。古生代の化石の一覧の作成などを行い、1868年に Thesaurus Siluricus、1878年に Thesaurus Devonico-Carboniferus を出版した。
1873年にマーチソン・メダルを受賞した。